# Unternehmenskauf
Der Unternehmenskauf, auch Akquisition oder Übernahme, aus Anbietersicht Unternehmensverkauf, ist eine wirtschaftliche und rechtliche Transaktion, bei der ein Unternehmen oder eine Unternehmensbeteiligung ganz oder teilweise vom Verkäufer an einen Käufer gegen Kaufpreiszahlung in bar oder im Tausch gegen Anteile des Käufers verkauft und veräußert wird.

## Allgemeines
Während unter dem Begriff „Unternehmenskauf“ die neutrale Beschreibung einer Mergers-&-Acquisitions-Transaktion verstanden wird, ist der synonym verwendete Begriff der „Unternehmensübernahme“ eher von den Machtinteressen des Übernehmers gekennzeichnet und reflektiert das englische Pendant „takeover“. Das zu erwerbende Unternehmen („Target“ oder „Zielunternehmen“) wird von einem Erwerber („Investor“) gegen Kaufpreiszahlung oder im Tausch gegen Anteile des Käuferunternehmens als Ganzes oder in Teilen erworben. Der Unternehmenskauf stellt aus betriebswirtschaftlicher Sicht eine Investitionsentscheidung dar, so dass die für Investitionen entwickelten betriebswirtschaftlichen Grundsätze gelten. Der Begriff des Unternehmenskaufs ist nicht legal definiert. Es handelt sich um ein komplexes Vertragswerk, das als Kaufgegenstand das Zielunternehmen beinhaltet und einen vom Käufer an den Verkäufer zu zahlenden Kaufpreis vorsieht.

## Wirtschaftliche Aspekte
Zu den wirtschaftlichen Aspekten eines Unternehmenskaufs gehören insbesondere die Kaufmotive und der Kaufpreis und dessen Finanzierung.

### Motive
Die Motive eines Unternehmenskaufs können strategischer, finanzieller oder persönlicher Natur sein:
- Strategische Motive:
  - Marktmotive: der Unternehmenskauf ermöglicht einen verbesserten Zugang zu Beschaffungs- und Absatzmärkten und/oder schwächt oder beseitigt Konkurrenz. Es entsteht eine größere Verhandlungsmacht gegenüber Lieferanten, Kunden und Banken.
  - Leistungsmotive: verbesserte Nutzung betrieblicher Funktionen in Beschaffung, Produktion, Absatz oder Marketing ist möglich.
  - Risikomotive: es tritt eine Risikoverbesserung durch Diversifikation oder Risikoausgleich durch Synergien ein (hier verstanden als die Kombination zweier oder mehrerer Unternehmen, die einen höheren Wert erbringt als die Summe der einzelnen Unternehmen). Ermöglicht wird zudem eine Vergrößerung der Marktanteile und erhöhte Marktmacht. Zunehmende Betriebsgrößen minimieren außerdem das Risiko, dass der Investor selbst zum Übernahmekandidaten wird. Die Ausnutzung des Gesetzes der Massenproduktion durch Kostendegression oder geringere Markteintrittskosten kann eine Reduzierung der Gesamtkosten bewirken.
- Finanzielle Motive:
  - Kapitalmarktbedingte Motive: es wird eine zur Kapitalmarktfähigkeit führende Betriebsgröße erreicht, es entstehen Größenvorteile und Skaleneffekte. Diese führen zur Senkung der Eigen- und Fremdkapitalkosten, der Fixkosten und tragen zur Gewinnerhöhung/Verlustverminderung bei.
  - Steuerliche Motive: bestehen hauptsächlich in der Nutzung von erworbenen steuerlichen Verlustvorträgen. Sie bewirken eine Verringerung der betrieblichen Steuerlast und damit der Steuerquote.
- Persönliche Motive basieren oft nicht auf betriebswirtschaftlichen Gründen, sondern resultieren aus persönlichen, irrationalen oder subjektiven Überlegungen.[2]
  - Hybris-Hypothese: Sie geht davon aus, dass Selbstüberschätzungen des Managements zu Unternehmenskäufen führen. Es wird angenommen, dass ein über dem Marktpreis liegender Kaufpreis gezahlt wird, weil das kaufwillige Unternehmen glaube, über eine bessere Markteinschätzung zu verfügen als der Markt.
  - Managerialismus-Hypothese: Gibt es beim kaufwilligen Unternehmen ineffiziente Anreiz- und Entlohnungssysteme, so können diese nur durch externes Wachstum relativiert werden.
  - Free Cashflow-Hypothese: Sie nimmt an, dass Unternehmenskäufe über eine Vergrößerung der Ressourcen für zusätzliche Beförderungs- und Anreizpotenziale beim Management sorgen.
  - Diversifikations-Hypothese: Sie geht davon aus, dass durch Unternehmenskäufe die Insolvenzwahrscheinlichkeit des kaufwilligen Unternehmens abnehme und damit das Einkommen der Manager künftig gesichert werde.

### Bewertung, Kaufpreis und Finanzierung
Grundlage der Kaufpreisfindung ist eine Unternehmensbewertung. In der Bewertungslehre besteht seit langem ein Konsens dahingehend, dass bei Unternehmenserwerben der Transaktionspreis mittels eines investitionstheoretischen Barwertkalküls ermittelt werden muss, da es sich, wie weiter oben dargelegt, um eine Investitionsentscheidung handelt. In Frage kommen hier das Ertragswertverfahren oder Discounted Cash-Flow-Verfahren. Andere Verfahren, wie beispielsweise die Multiplikatormethode oder andere Vergleichswertverfahren, können zur Plausibilisierung der ermittelten Werte eingesetzt werden. Die Wertfindung hängt von sehr vielen Parametern ab. Die wichtigsten sind die innerhalb des Bewertungshorizonts voraussichtlich anfallenden Nettorückflüsse und der Kalkulationszinsfuß. Da die Ausprägungen dieser Parameter sich nicht völlig objektiv bestimmen lassen, kann im Rahmen der Unternehmensbewertung ein Korridor von möglichen Wertansätzen bestimmt werden. Die abschließende Kaufpreisfindung hängt dann aber auch von der Verhandlungsposition der beteiligten Parteien ab.
Die Kaufpreisfinanzierung erfolgt aus Eigenkapital (darunter auch der Aktientausch), Fremdkapital oder einer Mischung hieraus, wie z. B. Mezzanine-Kapital.

## Form und Arten

### Freundliche und feindliche Übernahme
Bei einer freundlichen Übernahme (englisch friendly takeover) erfolgt die Transaktion im Einvernehmen zwischen dem Investor und dem Management der Zielgesellschaft.
Bei einer feindlichen Übernahme (englisch unfriendly takeover oder hostile takeover) will der Investor die Transaktion ohne Konsens mit dem Management des Zielunternehmens abschließen. Dies ist möglich, wenn – wie bei börsengängigen Kapitalgesellschaften üblich – deren Management nicht zugleich Hauptgesellschafter ist. Dem Investor genügt deshalb bei der feindlichen Übernahme das Einvernehmen mit dem Gesellschafter. Ist hierdurch die einfache Mehrheit in der Hauptversammlung des Zielunternehmens erreicht, kann bei Bedarf durch entsprechenden Hauptversammlungsbeschluss der unwillige Aufsichtsrat neu besetzt werden, welcher wiederum den Vorstand bestellt. In Deutschland eröffnet eine Mehrheit von 3/4 des bei der Beschlussfassung vertretenen Kapitals die Möglichkeit des Abschlusses eines Beherrschungsvertrages, mit dem die Aktiengesellschaft einem anderen Unternehmen weisungsgebunden unterstellt wird.

### Asset Deal, Share Deal oder Fusion
Je nachdem, ob bei der Transaktion die Anteile am Zielunternehmen oder nur gewisse Wirtschaftsgüter des Zielunternehmens übernommen werden, wird zwischen Share Deal und Asset Deal unterschieden; eine besondere Form des Unternehmenskaufs bildet die Verschmelzung (Fusion), bei der die gesamten Wirtschaftsgüter (bei voller Rechtsnachfolge) auf das kaufende Unternehmen übergehen.

### Leveraged Buy-Out, Management Buy-Out und andere Sonderformen
Ein Unternehmenserwerb der überwiegend durch Fremdkapital erfolgt, wird als Leveraged Buy-out bezeichnet, wenn die Fremdkapitalgewährung durch finanzierende Banken allein auf der erwarteten Tragfähigkeit des Zielunternehmens (ohne weiteres Obligo des Käufers) erfolgt. Da banktechnisch der Unternehmenskauf dann wie eine Projektfinanzierung zu klassifizieren ist, erwartet die Bank, dass der Cashflow des Targets eine dauerhafte Kapitaldienstfähigkeit ermöglicht. Die aus der Kreditfinanzierung resultierenden Zinsen und Tilgungen (also der Kapitaldienst) müssen im Regelfall aus dem Cashflow des Targets bestritten werden. Liegt der Fremdmittelanteil über 80 %, sinkt die Kapitaldienstfähigkeit bei steigendem Kreditrisiko. Finanzierungswillige Banken gehen bei hohem Fremdfinanzierungsanteil ein deutlich höheres Kreditrisiko als bei klassischen Kreditfinanzierungen ein, das sie durch Kreditsicherheiten an Vermögensgegenständen (Verpfändung des Aktienpaketes) zu minimieren versuchen. Durch einen geringen Einsatz von Eigenmitteln lässt sich eine hohe – für den Investor attraktive – Eigenkapitalrentabilität erzielen, solange die Gesamtkapitalrentabilität höher ist als die Fremdkapitalzinsen. Voraussetzung ist, dass das Zielunternehmen einen ausreichend hohen freien Cash-Flow erwirtschaftet, mit dem die Verbindlichkeiten getilgt werden.
Auch Management-Buy-outs oder Management-Buy-ins, bei denen bestehende oder einkaufende Manager ein Unternehmen erwerben, erfolgen meist durch Verwendung solcher Finanzierungstechniken. Bei Übernahmen durch die Belegschaft wird von Employee Buy-out gesprochen.
Beim Owner Buy-out wird im Falle eines Familienunternehmens eine Erbengemeinschaft durch einen einzelnen Erben ausgezahlt, um eine Zersplitterung des Anteilsbesitzes zu vermeiden und das Unternehmen weiterhin mit einer stabilen Mehrheit im Hintergrund führen zu können. Der Owner Buy-out spielt damit vor allem im Zusammenhang mit Nachfolgeregelungen eine Rolle.

## Ablauf
Insbesondere bei professionellen Investoren wie Private-Equity-Gesellschaften beginnt der Unternehmenskauf mit der Suche nach geeigneten Beteiligungsobjekten (deal search). Es schließt sich die Evaluation potenzieller Beteiligungsobjekte (due diligence) an, gefolgt von Verhandlungen mit den Gesellschaftern und/oder dem Management des Targets (deal negotiation), die in einem Term Sheet festgehalten werden. Ein Letter of Intent kann die Absicht der beiden Parteien bekräftigen, diese Transaktion erfolgreich durchführen zu wollen. Die beidseitige Vertragsgestaltung (deal documentation) wird von Anwaltskanzleien, Wirtschaftsprüfern, Unternehmensberatern oder Investmentbanken begleitet. Nach Kaufabwicklung sorgt beim Investor das Beteiligungscontrolling (deal monitoring) für eine permanente Überwachung der Entwicklung des Targets, das gegebenenfalls später wieder verkauft wird (exit).
Wenn es zum Abschluss des Unternehmenskaufvertrages (signing) kommt und alle darin aufgeführten Bedingungen erfüllt sind, werden die Gesellschaftsanteile an dem zu übertragenden Unternehmen im Rahmen des closing auf den Käufer übertragen, der dann den Kaufpreis zu zahlen hat. Unternehmen werden häufig auch unter der Federführung von Investmentbanken im Rahmen von Auktionsverfahren (controlled auction) veräußert. Dabei werden nur bestimmte Investoren (Bieter) als Kaufinteressenten zugelassen. Mit jedem Bieter werden getrennte und jeweils vertrauliche Verhandlungen geführt. Das Unternehmen wird schließlich an den Investor verkauft, der (aus der Sicht des Verkäufers) die günstigsten Vertragsbedingungen und den höchsten Kaufpreis bietet.

## Rechtsfragen
Der Unternehmenskauf ist Gegenstand eines Unternehmenskaufvertrags, der zu den international komplexesten Verträgen gehört. Auf den Unternehmenskaufvertrag ist das Kaufrecht gemäß § 433 BGB ff. unmittelbar anwendbar, da es nicht nur den Kauf einer Sache, sondern auch den Kauf von „sonstigen Gegenständen“ regelt (§ 453 Abs. 1 BGB), zu denen auch Unternehmen als Ganzes gehören.

### Form
Der Unternehmenskaufvertrag als solcher ist in Deutschland zwar nicht an eine besondere Form gebunden, allerdings gibt es Regelungen, aus denen sich im Einzelfall die Notwendigkeit einer notariellen Beurkundung des Unternehmenskaufvertrages ergibt. So ist der Erwerb von Geschäftsanteilen an einer GmbH regelmäßig notariell zu beurkunden (§ 15 Abs. 4 GmbHG). Das gilt auch dann, wenn ein Grundstück zum Vermögen des Unternehmens gehört (§ 311b Abs. 1 BGB).
Ein Unternehmenskaufvertrag muss gemäß § 311b Abs. 3 BGB auch dann im Sinne des § 128 BGB in Verbindung mit §§ 1 ff. BeurkG notariell beurkundet werden, wenn er pauschal das gegenwärtige Vermögen eines zu erwerbenden Unternehmens zum Inhalt hat. Nach der Rechtsprechung des Reichsgerichts und des Bundesgerichtshofs kann die notarielle Beurkundung vermieden werden, wenn im Unternehmenskaufvertrag die einzelnen Vermögensbestandteile konkret benannt und komplett aufgelistet werden. Allerdings bedarf es hierzu einer lückenlosen Vertragsgestaltung, um das Risiko fehlender notarieller Beurkundung und Nichtigkeit auszuschließen.
Das OLG Hamm hat in der zitierten Entscheidung den Kaufvertrag im konkreten Fall mangels notarieller Form für nichtig erklärt. Die Parteien hatten in den Unternehmenskaufvertrag zwar eine Aufzählung von Inventar und Inventurgegenständen sowie verschiedene, genau bezeichnete Forderungen aufgenommen, daneben jedoch auch die Übernahme „aller Aktiva“ vereinbart und Markenrechte und verschiedene Einrichtungsgegenstände aus dem Vermögen der GmbH nicht im Unternehmenskaufvertrag ausdrücklich aufgenommen. Anders als bei Grundstückskaufverträgen und Abtretungen der Gesellschafteranteile nach § 15 Abs. 4 GmbHG konnte in diesem Fall die fehlende notarielle Form nicht durch den Vollzug des Kaufvertrages geheilt werden. Fehlt es an diesen vertraglichen Voraussetzungen, ist der Unternehmenskaufvertrag wegen Formmangels nach § 125 BGB nichtig.

### Fusionskontrolle
Zudem sind regelmäßig kartellrechtliche Fragen zu prüfen, insbesondere ob der Unternehmenskauf einer Anmelde- und Anzeigepflicht beim Bundeskartellamt oder der europäischen Kartellbehörde unterliegt (Fusionskontrolle).

### Übernahme einer börsennotierten Aktiengesellschaft
Die Übernahme börsennotierter Gesellschaften ist in der Übernahmerichtlinie der Europäischen Union geregelt, die in Deutschland durch das Wertpapiererwerbs- und Übernahmegesetz (WpÜG), in Österreich durch das Übernahmegesetz umgesetzt wurde. In der Schweiz gilt das Börsengesetz (BEHG).
Das WpÜG beinhaltet bei Unternehmenskäufen insbesondere folgende Kernpunkte:

#### Stimmrechtsquote
Damit eine Übernahme vorliegt, müssen die mit der Beteiligung verbundenen Rechte ausreichen, um sich gegebenenfalls gegen die anderen Miteigentümer durchsetzen zu können. In der Literatur werden als Kontrollquoten etwa die hundertprozentige Beteiligung, die Eingliederungsbeteiligung (95 % in Deutschland, 90 % in Österreich für die Möglichkeit des Ausschlusses von Minderheitsaktionären), die Dreiviertelmehrheit (75 %), die Mehrheitsbeteiligung (mehr als 50 %) oder die Sperrminorität (25 %) genannt. Nach § 133 Abs. 1 AktG kommt es auf die einfache Mehrheit der „abgegebenen“ Stimmen in der Hauptversammlung an, so dass die tatsächliche Präsenz eine Rolle spielt. Wenn davon ausgegangen wird, dass die Präsenz in den Hauptversammlungen deutscher Aktiengesellschaften mit mehrheitlichem Streubesitz sich zwischen 35 % und 75 % bewegt, wäre faktisch bereits eine Beteiligung am Target zwischen 17,5 % und 37,5 % für die Ausübung der Kontrolle erforderlich.
Das Wertpapiererwerbs- und Übernahmegesetz (WpÜG) definiert Kontrolle als das Halten von 30 % am Grundkapital (§ 29 Abs. 2 WpÜG) und Übernahmeangebote als auf den Erwerb der Kontrolle ausgerichtet (§ 29 Abs. 1 WpÜG). Begründet wird dies unter anderem damit, dass bei dieser Beteiligungsquote unter Berücksichtigung der üblichen Hauptversammlungspräsenzen börsennotierter deutscher Unternehmen in den meisten Fällen eine Hauptversammlungsmehrheit bestehe. Als ausschlaggebende Kontrollintensität wird also offenbar für alle denkbaren Fälle diejenige angesehen, die durch eine Hauptversammlungsmehrheit vermittelt wird, und auch die Umsetzung der Kontrollintensität in eine Quote am Grundkapital erfolgt durch eine Pauschalbetrachtung. Auch das österreichische Übernahmegesetz definiert eine Beteiligung mit über 30 % der Stimmrechte als kontrollierend.

#### Technik des Beteiligungserwerbs
Hinsichtlich der Technik des Beteiligungserwerbs an einer börsennotierten Aktiengesellschaft kann zunächst danach unterschieden werden, ob die Aktien an der Börse oder außerbörslich erworben werden. Für den Fall des außerbörslichen Erwerbs wird zwischen individuell ausgehandelten Käufen und öffentlichen (Übernahme-)Angeboten unterschieden.
- Der Beteiligungserwerb im Rahmen des Börsenhandels setzt ein entsprechendes Angebot von Aktien an den Wertpapierbörsen voraus. Da die im üblichen Verkehr börsentäglich umgesetzten Aktien nur einen geringen Bruchteil des gesamten Aktienbestandes ausmachen, wird man davon ausgehen können, dass der Aufbau einer größeren Beteiligung nur über einen längeren Zeitraum möglich ist. So wird in der möglichen Geheimhaltung der Erwerbsabsicht bei gleichzeitigem sukzessivem Erwerb häufig ein Mittel zur Bewältigung von möglichen Widerständen gegen die geplante Übernahme gesehen („creeping takeover“). Es ist jedoch zu beachten, dass beim Überschreiten gewisser Meldeschwellen eine Stimmrechtsmitteilung nach § 33 WpHG abgegeben werden muss, wobei der Investor auch seine Absichten offenzulegen hat.
- Ein zweiter Weg für den Beteiligungserwerb besteht in Individualvereinbarungen mit den derzeitigen Aktionären. Wegen der damit verbundenen Informations- und Transaktionskosten erscheint dieser Weg nur dann sinnvoll, wenn hierdurch größere Beteiligungen von einzelnen Großaktionären oder Aktionärsgruppen erworben werden können (Paketkauf). Dabei sind mitunter deutlich über dem aktuellen Börsenwert liegende Preise zu zahlen (Paketzuschlag).
- Als dritte elementare Möglichkeit des Beteiligungserwerbs ist ein öffentliches Angebot zu sehen. Hierunter soll die öffentliche Offerte eines Bieters an die Aktionäre des zu übernehmenden Unternehmens verstanden werden, deren Aktien zu festgelegten Konditionen außerhalb des Börsenhandels innerhalb einer gewissen Frist zu erwerben. Als öffentlich ist das Angebot anzusehen, wenn es sich an eine Vielzahl von potenziellen Verkäufern wendet. Wenn die angestrebte Beteiligung zum Kontrollerwerb ausreicht, liegt ein Übernahmeangebot vor (§ 29 Abs. 1 WpÜG).

Die drei beschriebenen Formen des Aktienerwerbs können auch miteinander kombiniert werden. So ist etwa denkbar, dass ein Übernehmer zunächst anonym Käufe an der Börse tätigt und erst nach Erreichen einer kleineren Beteiligung oder wenn die Übernahmeabsicht aufgedeckt wird, ein öffentliches Übernahmeangebot macht. In jedem Fall ist bei Überschreiten gewisser Anteilsschwellen ein öffentliches Pflichtangebot abzugeben (in Deutschland bei 30 %; § 35 Abs. 2 WpÜG).

### Due Diligence und Mängelhaftung
Nach dem angelsächsischen Rechtsgrundsatz Caveat emptor trägt der Käufer das Risiko, dass der Kaufgegenstand frei von offenen Sach- und Rechtsmängeln ist. „Möge der Käufer aufpassen“ ist ein im angelsächsischen „Common Law“ insbesondere bei Unternehmenskäufen angewandter Rechtsgrundsatz. Danach ist es Risiko des Käufers, alle eine Kaufsache betreffenden Umstände zu erfassen und etwaige Mängel zu erkennen. Das Risiko liegt damit zunächst allein beim Käufer, der keinen Rechtsschutz genießt. Deshalb ist es im anglo-amerikanischen Rechtskreis üblich, durch eine sog. Due-Diligence-Prüfung das Käuferrisiko zu minimieren oder gar auszuschließen. Der Caveat-emptor-Grundsatz gilt im Römisch-germanischen Rechtskreis, zu dem auch die deutsche Rechtsordnung gehört, nicht. Eine Due-Diligence-Prüfung ist jedoch auch international üblich geworden, wenn auch nicht in dem Umfang, der in Common-Law-Rechtsordnungen gebräuchlich ist. Auch in Deutschland finden Unternehmenskäufe meist nicht mehr ohne vorherige Due Diligence statt. Nach herrschender Meinung und Rechtsprechung gehört die Due Diligence deshalb jedoch nicht zur Verkehrssitte. Sie soll auch hier das Risiko des Käufers ausschalten, ein mangelhaftes Unternehmen zu erwerben, weil damit zahlreiche Nachteile verbunden sind, selbst wenn Mängelhaftungsansprüche gegen den Verkäufer bestehen. Darüber hinaus dient die Due-Diligence-Prüfung der Kaufpreisfindung.
Liegt beim erworbenen Unternehmen ein Mangel vor, können dem Käufer verschiedene gesetzliche Gewährleistungsansprüche wie insbesondere Nacherfüllung, Rücktritt, Minderung des Kaufpreises und Schadensersatz zustehen. Ob ein Mangel vorliegt, richtet sich vor allem nach dem Kaufvertrag, d. h. danach, ob der Käufer und der Verkäufer eine Vereinbarung zu dieser Beschaffenheit getroffen haben. Ist das nicht der Fall, ist die Eignung des Unternehmens für die nach dem Vertrag vorausgesetzte Verwendung maßgeblich.

## Bilanzierung von Unternehmenserwerben

### Deutsches Bilanzrecht
Zunächst sind die Aktiva und Passiva des erworbenen Unternehmens einer Neubewertung zu unterziehen. Die Bewertung erfolgt mit Zeitwerten, wobei ggf. stille Reserven aufgelöst werden. Immaterielle Vermögensgegenstände, die beim erworbenen Unternehmen nicht bilanzierungsfähig waren, sind zu aktivieren. Ist das nach der Neubewertung vorhandene Reinvermögen niedriger als der Kaufpreis, ist der Unterschiedsbetrag als Goodwill in der Bilanz des Erwerbers zu aktivieren. Dieser ist in den folgenden Perioden planmäßig abzuschreiben. Ein negativer Unterschiedsbetrag („Badwill“) ist als Rückstellung zu passivieren („Unterschiedsbetrag aus der Kapitalkonsolidierung“), mindert also das Reinvermögen. Diese Rückstellung darf nur aufgelöst werden, wenn entweder die erwartete ungünstige Ertragsentwicklung eingetreten ist oder am Bilanzstichtag feststeht, dass der Badwill einem realisierten Gewinn entspricht (§ 309 Abs. 2 HGB, IAS 22.61 ff.).
Im Rahmen der Konzernrechnungslegung erfolgt eine Konsolidierung des Zielunternehmens.

### IFRS
Die Abbildung von Unternehmenserwerben in IFRS-Abschlüssen unterscheidet sich in einigen Details von der in HGB-Abschlüssen. Ein wesentlicher Unterschied besteht darin, dass der Goodwill nach IFRS nicht planmäßig abzuschreiben ist. Bei Wertminderungen sind allerdings außerplanmäßige Abschreibungen vorzunehmen. Ein Badwill ist nach IFRS sofort aufzulösen und als sonstiger betrieblicher Ertrag zu verbuchen.